# Mortierella longigemmata
Mortierella longigemmata är en svampart som beskrevs av Linnem. 1969. Mortierella longigemmata ingår i släktet Mortierella och familjen Mortierellaceae.   Inga underarter finns listade i Catalogue of Life.